# Оссовский, Александр Вячеславович
Александр Вячеславович Оссовский (19 [31] марта 1871, Кишинёв — 31 июля 1957, Ленинград) — русский и советский музыковед и музыкальный критик, ученик Н. А. Римского-Корсакова, друг и коллега А. К. Глазунова, А. И. Зилоти и С. В. Рахманинова.
Принадлежит плеяде крупных деятелей музыкального искусства. Заслуженный деятель искусств РСФСР (21.02.1938), доктор искусствоведения (1943), член-корреспондент АН СССР (1943). Член ВКП(б) с 1945 года.

## Биография
Родился 19 (31) марта 1871 года в семье Вячеслава Степановича Оссовского (действительный статский советник, служил председателем департамента в судебной палате Одессы) и Евгении Никифоровны (урождённой Черкуновой). Приходился двоюродным братом Н. Н. Вилинскому и К. Г. Держинской.
Окончил юридический факультет Императорского Московского университета (1893). После окончания университета служил в Министерстве юстиции в Санкт-Петербурге.
В 1896—1898 годах учился в Петербургской консерватории; в 1900—1902 годах занимался композицией у Н. А. Римского-Корсакова. Посещая музыкальные «среды» Корсаковых и тесно сотрудничая с членами так называемого «Беляевского кружка», Оссовский подружился с многими видными музыкантами участвовал в программах концертов А. И. Зилоти. Начиная с 1894 года Оссовский заявил о себе как талантливый, неординарный и плодовитый музыкальный критик и музыковед: дебютировал в «Русской музыкальной газете» и журнале «Артист»; печатался в «Известиях С.-Петербургского общества музыкальных собраний», газете «Слово», журнале «Аполлон» (Оссовскому принадлежит псевдоним — О.В-в).
А. В. Оссовский — современник и друг С. В. Рахманинова, о котором оставил уникальные воспоминания.
Пользуясь авторитетом в музыкальных кругах, Оссовский помогал талантливым молодым музыкантам. В 1911 году он обратился с письмом к издателю Б. П. Юргенсону в поддержку начинающего композитора Сергея Прокофьева, с которым в результате Юргенсон заключил контракт. Также по просьбе Оссовского в 1911 году Рахманинов прослушал молодую певицу Ксению Держинскую, что сыграло значительную роль в становлении её оперной карьеры.
А. В. Оссовский был одним из организаторов и главным редактором журнала «Музыкальный современник» (1915—1917). В дореволюционные годы он входил в редакционный совет Российского музыкального издательства, способствуя на этом посту изданиям современных русских композиторов.
В 1915—1918 годах читал лекции в Петербургской консерватории. В 1918—1921 годах жил и работал в Одессе и Киеве в связи с обстановкой в Петрограде после Октябрьской революции и во время Гражданской войны. Затем вернулся в Петроград. В 1921—1923 годах преподавал в Петроградском университете, в 1921—1952 годах был профессором Ленинградской консерватории (читал курс истории музыки). С 1937 года — заместитель директора по научной части, в 1943—1952 годах — директор Ленинградского научно-исследовательского института театра и музыки. В 1923—1925 гг. — директор, а в 1933—1936 — художественный руководитель Ленинградской филармонии. В 1931—1933 годах работал в Эрмитаже.

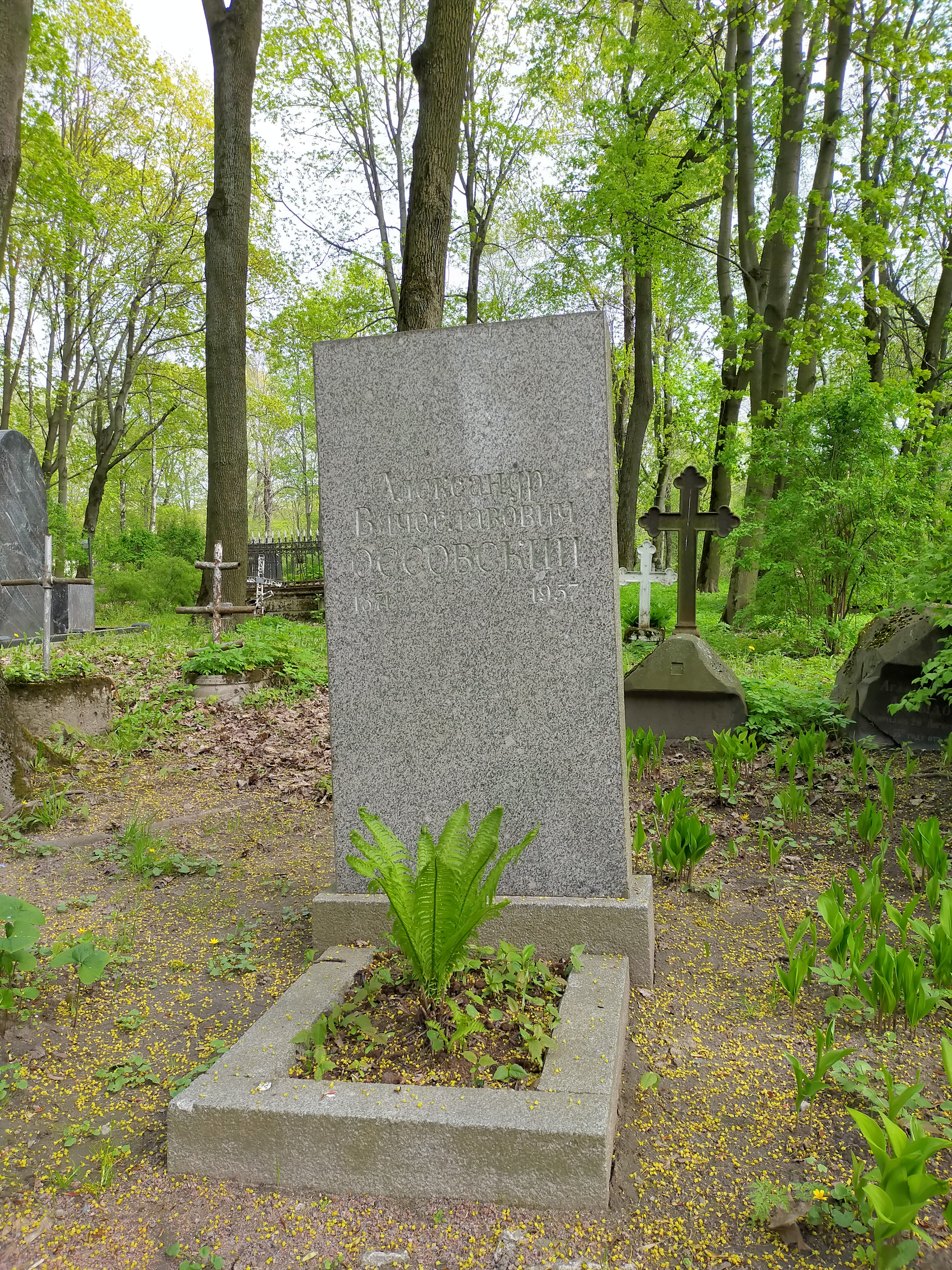
Могила А. В. Оссовского на Литераторских мостках

Оссовский известен как глубокий исследователь русской музыкальной эстетики XVIII века, творчества М. И. Глинки, А. К. Глазунова, Н. А. Римского-Корсакова. Одним из первых в России осветил творчество И. С. Баха, А. Вивальди, А. Корелли, Ж. Ф. Рамо, также опубликовал ряд статей о музыке Вагнера в России и другие музыкально-критические статьи. Среди музыкальных сочинений Оссовского — романсы и переложения произведений Берлиоза и Гуно.
Оссовский скончался 31 июля 1957 года, похоронен на Литераторских мостках в Санкт-Петербурге. Книгу о его жизни и творчестве опубликовала в 1960 году его ученица Е. Ф. Бронфин.

## Награды
- орден Трудового Красного Знамени (10.06.1945)

## Избранные сочинения
- Гектор Берлиоз. Мемуары. Пер. А. Оссовский. — СПб.: Издание Ник. Финдейзена, 1896
- Записки артиста / Шарль Гуно; Пер. с фр. А. В. Оссовского. — СПб.: Русская музыкальная газета, ценз. 1904. — [2], 130 с., 1 л. фронт. (портр.), 2 л. портр.
- Александр Константинович Глазунов: Его жизнь и творчество. Очерк А. В. Оссовского. — СПб.: изд. «Концертов А. Зилоти», 1907.
- Мировое значение русской классической музыки: Стенограмма публичной лекции, прочит. в 1948 г. в Ленинграде / чл.-кор. Акад. наук СССР проф. А. В. Оссовский. — Л.: Тип. им. Володарского, 1948. — 28 с.
- Н. А. Римский-Корсаков // Сб.: Советская Музыка. Кн. 3. — М. 1944.
- Б. В. Асафьев // Сб. Советская Музыка. Кн.4. — М. 1945.
- Драматургия оперы М. И. Глинки «Иван Сусанин» // Сб. М. И. Глинка, Исследования и материалы, под ред. А.Оссовского. — Л.-М., 1950.
- Избранные статьи, воспоминания / Ред.-сост., авт. вступ. статьи и примеч. Е. Бронфин. — Л.: Сов. композитор, 1961. — 403 с.: ил., нот. ил.
- Воспоминания. Исследования / [Общ. ред. и вступ. статья Ю. Кремлева]; [Сост., подгот. к публикации, предисл. и примеч. В. Смирнова]. — Л.: Музыка. [Ленингр. отд-ние], 1968. — 440 с., 7 л. ил.
- Музыкально-критические статьи (1894—1912) / [Общ. ред. и вступ. статья Ю. А. Кремлева]; [Предисл. и примеч. В. В. Смирнова]. — Л.: Музыка. [Ленингр. отд-ние], 1971. — 373 с., 8 л. ил.
- С. В. Рахманинов Архивная копия от 27 декабря 2008 на Wayback Machine

## Адреса в Санкт-Петербурге
- 1930-е годы — Театральная площадь, 3.